# Ride for You
Ride for You – ballada R&B stworzona przez Bryana Michaela Coksa, Kendricka Deana i Adonisa Stropshire’a na debiutancki album studyjny amerykańskiego girlsbandu Danity Kane, Danity Kane (2006). Wyprodukowany przez Coksa oraz Wyldcarda, utwór wydany został jako drugi singel promujący krążek dnia 11 grudnia 2006 w Stanach Zjednoczonych oraz 2 lutego 2007 w Europie.

## Teledysk
Teledysk do singla reżyserowany był przez Marcusa Raboya oraz nagrywany w różnych miejscach w Los Angeles dnia 3 listopada 2006. Premiera klipu odbyła się dnia 5 grudnia 2006 w programie Total Request Live stacji MTV.
Tematycznie, klip związany jest z czterema porami roku. Videoclip rozpoczyna ujęcie z Aundrea Fimbres opuszczającą letnią rezydencję. Po zaśpiewaniu wersów, do wokalistki dołącza Aubrey O’Day tym razem w czasie jesieni. O tej samej porze roku do artystek przyłącza się Dawn Richard, śpiewając kolejne słowa ballady. W zimie do dziewczyn idących ulicą podchodzą Shannon Bex i D. Woods. Cała piątka śpiewa razem, nagle wkraczając w czas wiosny – wtedy swoje słowa zaczyna prezentować D. Woods. W finalnej części teledysku, wszystkie członkinie spotykają swoich partnerów. Klip znalazł się na pozycji #5 notowania najpopularniejszych teledysków TRL, podczas gdy videoclip promujący utwór „Show Stopper” zajął miejsce #2.

## Listy utworów i formaty singla
Międzynarodowy CD singel
1. „Ride for You” (Radio Edit) – 4:01
2. „Ride for You” (Album Version) – 4:13
3. „Ride for You” (Instrumental) – 4:10

## Pozycje na listach
| Lista przebojów (2006)              | Najwyższa pozycja |
| ----------------------------------- | ----------------- |
| USA Billboard Hot 100               | 78                |
| USA Billboard Hot R&B/Hip-Hop Songs | 122               |
| USA Billboard Pop 100               | 55                |